# Список керівників держав 998 року
Список керівників держав 998 року — це перелік правителів країн світу 998 року.
Список керівників держав 997 року — 998 рік — Список керівників держав 999 року — Список керівників держав за роками

## Європа
- Англія:
  - Король Англії — Етельред Безрадний (978—1013)
  - Гвікке — елдормен Леофвін (994—1023)
  - Корнволл — граф Веффін ап Вортегін (980—1000)
- Балканський півострів:
  - Перше Болгарське царство — Самуїл (997—1014)
  - Західне Болгарське царство — Самуїл (980—1014)
  - Дукля — Йован Володимир (990—1016)
- Білорусь:
  - Турівське князівство — Святополк Окаянний (988/990-1013/1015)
- Волзька Болгарія — Абд ар-Рахман ібн Мумін (985/988—1006)
- Вельс:
  - Брихейніог — Елісед ап Гвалог (? — ?)
  - Королівство Гвент — Родрі ап Елісед (983—1015)
  - Королівство Гвінед — Маредид ап Овейн (986—999)
  - Дехейбарт — Маредид ап Овейн (987—999)
  - Морганнуг — Ріс ап Овеан (990—1000)
  - Королівство Повіс — Маредуд ап Овейн (986—999)
- Візантійська імперія — Василій II Болгаробійця (976—1025)
  - Неаполітанське герцогство — Сергій III (992–999)
  - Самос (фема) — до 1002 невідомо
- Ірландія — верховний король Маел Сехнайлл мак Домнайлл (980—1002)
  - Айлех — Аед мак Домнайлл О'Нейлл (989—1004)
  - Айргіалла — Мак Ейккніг мак Далаг (970—998); Мак Лейгінн мак Кербайлл (998—1022)
  - Дублін (королівство) — Сітрік Шовкова Борода (995—1036)
  - Коннахт — Катал V МакКонхобар (973—1010)
  - Ленстер — Доннхад (984—1003)
  - Король Міде — Маел Сехнайлл мак Домнайлл (976—1022)
  - Мунстер — Бріан Боройме (978—1014)
  - Улад — Еохайд мак Ардгайл (972—1004)
    - Конайлле Муйрхемне — Гілла Кріст ва Куйленнайн (996—999)
- Італія:
  - Венеційська республіка — дож П'єтро II Орсеоло (991—1009)
  - Іврейська марка — Ардуїн (бл. 990—1015)
  - Князівство Капуанське — Лайдульф (993–999)
  - Князівство Беневентське — Пандульф II (981–1014)
  - Герцогство Гаета — Іоанн III (984-1008/1009)
  - Маркграфство Монферрат — Гульєльмо III (991—1042)
  - Салернське князівство — Гваймар III (994–1027)
  - Сполетське герцогство — Конрад (996—998); Адемар (998—999)
  - Сицилійський емірат — Юсуф аль-Кальбі (990—998); Джафар аль-Кальбі (998—1019)
    - Катепанат Італії — Роман Амміропул (988—998)
- Кавказ:
  - Абхазьке царство — Баграт III (978—1014)
  - Вірменія — Гагік I (989—1004)
  - Кахетія — Давид (976—1010)
  - Тао-Кларджеті — Давид III Великий (994—1001)
- Німеччина:
  - Маркграфство Австрія — Генріх I (994—1018)
  - Герцогство Баварія — маркграф Генріх II (995—1005)
  - Архієпископ Зальцбургу — Хартвіг (991—1023)
  - Герцогство Каринтія — Генріх II (995—1005)
  - Кельнське курфюрство — Евергер (985—999)
  - Лужицька марка — Геро Лужицький (993—1002)
  - Архієпископ Майнца Віллігіз (975—1011)
  - Маркграфство Мейсен — Еккехард I (985—1002)
  - Ободрицький союз — Мстислав (995—1019)
  - Герцогство Саксонія — Бернхард I (973—1011)
  - Саксонська марка — Геро II (993—1015)
  - Герцогство Швабія — Герман II (997—1003)
- Піренейський півострів:
  - Графство Безалу — Бернард I Таллаферо (988–1020)
  - Королівство Леон — король Леону Галісії та Астурії Раміро III (984—999)
  - Коїмбрське графство — Моніо Гонсалвес (981/983-1017)
  - Кордовський емірат — Гішам II (976—1009)
  - Королівство Наварра — Гарсія II (994—1000)
  - Графство Португалія — Мендо II Гонсалеш (997—1008)
- Польща — Болеслав I Хоробрий (992—1025)
- Скандинавія:
  - конунґ данів — Свен I Вилобородий (986—1014)
  - Король Норвегії — Олаф I Трюґґвасон (995—1000)
  - Швеція — Улоф III Шетконунг (995—1022)
- Угорське князівство — надьфейеделем Стефан I Угорський (997—1000)
- Україна — Київський князь Володимир Святославич (979—1015)
  - Волинське князівство — Всеволод Володимирович (987—1013)
  - Овруцьке князівство — Святослав Володимирович (988—1015)
  - Тмутороканське князівство — Мстислав Хоробрий (988—1023)
- Королівство Франція — Гуго Капет (987—996) і Роберт II Побожний (987—1031)
  - Герцогство Аквітанія — Ґійом V Великий (995—1030)
  - Арелатське королівство — Рудольф III (993—1032)
  - Графство Булонь — граф Бодуен II (990—1033)
  - Архграф Верхньої Бургундії — Генріх I (965—1002)
  - Графство Бургундія — Оттон-Вільгельм (982–1026)
  - Графство Ванн — Жюдікаель (992—1004)
  - Герцогство Васконія — герцог Бернар (996—1009)
  - Бретонське герцогство — Фульк III Нерра (987—1040)
  - Голландія — Дірк III (993—1039)
  - Ено (графство) — Готфрід I (974—998)
  - Графство Керсі — Раймунд III (972/974-1008)
  - Графство Ла Марш — Бозон II (997—1012)
  - Нижня Лотарингія — Оттон (991—1012)
  - Люксембург (графство) — Зигфрід (963—998); Генріх I (998—1026)
  - Льєзьке єпископство — Нотгер (980—1008)
  - Графство Мен — Гуго III (992-1015)
  - Монпельє (сеньйорія) — Гільйом I де Монпельє (985—1025)
  - Намюр (графство) — Альберт I (974/981—1011)
  - Нормандія — Річард II (996—1026)
  - Графство Тулуза — Гильйом III Тайлефер (978—1037)
  - Урхельське графство — Ерменгол I (992—1011)
  - Фландрія — Балдуїн IV (987—1035)
- Хозарський каганат — Давид (965/966—998)
- Хорватія — Светослав Суроня (997—1000)
- Чехія — князь Болеслав II (972—999)
- Шотландія:
  - Король Шотландії Кеннет III (997—1005)
  - Стратклайд — Еоган II (997—1018)
- Святий Престол; Папська держава — папа римський Григорій V (996—999)
- Вселенський патріарх — Сісіній ІІ (991/996-999)
  - Тбіліський емірат — Алі II Джафар (981—1032)

## Азія
- Близький Схід:
  - Фатіміди — Аль-Хакім (996—1021)
  - Багдадський халіфат — Кадір (991—1031)
  - Шаріфат Мекки — Абу'л-Фатах аль-Хасан (994—1039)
  - Дербентський емірат — Лашкар I (997—1001)
  - Зіядіди — Абдулла або Зіяд ібн Ісхак (981—1012)
  - Зіяриди — Кабус (977—1012)
  - Держава Ширваншахів — Язід II (991—1027)
  - Яфуриди — Асад II, за якого влада Яфуридів над Саною невдовзі припинилась
- Васпураканське царство — Гурген-Хачик (991—1003)
- Візантія:
  - Антіохія (фема) — Даміан Далассен (995—998)
- Карське царство — Абас (984—1029)
- Сюнікське царство — Смбат I Саакян (987—998); Васак (998—1040)
- Ташир-Дзорагетська держава — Гагік I (989—1020)
- Династія ранніх Ле — Ле Хоан (980—1009)
- Індія:
  - Західні Ганги — Рачамалла V (986—999)
  - Гуджара-Пратіхари — Раджапала (989—1018)
  - Гуджарадеша — Чамундараджа (996—1008)
  - Камарупа — Ґо Пала (990—1015)
  - самраат Кашмірської держави (Династія Утпала) — Дідда (980—1003)
  - Мевар (князівство) — Амарапрасада (993—998); Шучіварман (998 — ?)
  - Імперія Пала — Махіпала I (988—1038)
  - Держава Пандья — підкорено Чолою до 1190
  - Раджарата — раджа Сена V (991—1001)
  - Династія Тхакурі — Удаядева (994—? не пізніше 1008)
  - Саканбарі — нріпа Віґрахараджа II (971—998); Дурлабхараджа II (998—1012)
  - Західні Чалук'ї — Сатіяшрая (997—1008)
  - Східні Чалук'ї — Джата Чода Бхіма (973—999)
  - Чандела — магараджа Джеджа-Бхукті Дханга (954—999)
  - магараджа держави Чеді й Дагали — Коккала II (990—1015)
  - Чола — Раджараджа Чола I (985—1014)
  - Династія Шахі (Кабулшахи, Індошахи) — Джаяпала (964—1001)
- Індонезія:
  - Матарам — Дармавангса (990—1006)
  - Сунда — Прабу Браявісеса (989—1012)
  - Шривіджая — Чудаманіварман (988—1004)
- Китай:
  - Далі — до 1081 невідомо
  - ідикут Кучі — до 1126 — невідомі
  - Династія Ляо — Єлюй Лунсюй (982—1031)
  - Династія Сун — Чжао Хен (997—1022)
- Корея:
  - Корьо — Мокчон (997—1009)
- Паган — король Н'яунг-у Саврахан (956—1001)
- Персія і Середня Азія:
  - Баванди — Аль-Марзубан (987—998); Шахріяр III (998); Аль-Марзубан (998—1006)
  - Буїди — Самсам аль-Даула (989—998); Бага ад-Даула (998—1012)
  - Газневіди — Ісмаїл ібн Себук-Тегін (997—998); Махмуд Газневі (998—1030)
  - Мамуніди — Абул-Хасан Алі (997—1008/1009)
  - Раввадіди — Мамлан I (988—1019)
  - Саффариди — Халаф ібн Ахмад (963—1003)
  - Саларіди — Марзубан II ібн Ісмаїл (979? — до 1050)
  - Шеддадіди — Фадл I (Фазлун I) ібн Мухаммад (985—1031)
- Кхмерська імперія — Джаяварман V (968—1001)
- Середня Азія:
  - Караханідська держава — Алі Арслан-хан (970—998); Ахмад Арслан-хан (998—1017)
- Японія — Імператор Ітідзьо (986—1011)

## Африка
- Берегвати — ?
- Зіріди — Бадіс ібн аль-Мансур (995—1016)
- Макурія — Георгіос II (969? — 1001)
- Сіджильмаський емірат — Хамуд ібн Ясал (997—999)
- Фатіміди — Аль-Хакім (996—1021)
- Феський емірат — до 999 підкорений
- Королівство Шоа — амір Ейдал (?-?)

## Північна Америка
- Майяпанська ліга — Ах Мекат Тутул Сю (987—1007)